# Забайкальско-Амурский военный округ
Забайка́льско-Аму́рский вое́нный о́круг — оперативно-стратегическое территориальное объединение Вооружённых Сил СССР, существовавшее в 1945—1947 годах.
Управление округа находилось в городе Чанчунь (Китай), с декабря 1945 — в Хабаровске.

## История
Забайкальско-Амурский военный округ был образован 10 сентября 1945 года директивой Ставки ВГК № 11128. Включал территории Хабаровского края (без Камчатки и Сахалина), Нижне-Амурской области (без районов к востоку от реки Амур и городов Комсомольск-на-Амуре и Николаевск-на-Амуре), Читинской области и Бурят-Монгольской АССР. Округу подчинялись также советские войска, размещённые на территории Монголии. 
Управление округа было сформировано на базе управления Забайкальского фронта.
25 мая 1947 года округ был расформирован, а его территория и войска отошли к Дальневосточному и вновь сформированному Забайкальскому военным округам.

## Командование войсками округа
- командующий Маршал Советского Союза Р. Я. Малиновский
- член Военного совета генерал-лейтенант А. Н. Тевченков
- начальник штаба генерал-лейтенант Е. Г. Троценко
- первый заместитель командующего генерал-полковник В. Д. Иванов
- помощник командующего войсками округа генерал-лейтенант Д. Т. Козлов
- начальник инженерных войск округа генерал-майор Н. П. Пилипец